# Ojniadaj

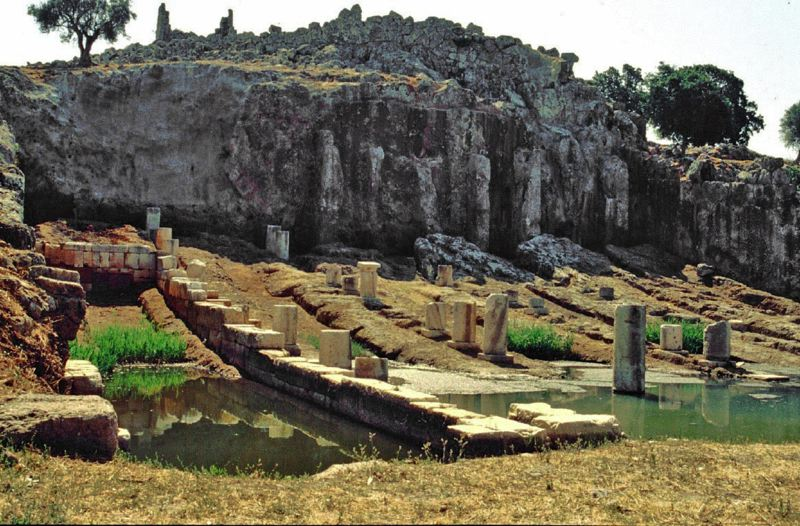
Pozostałości urządzeń portowych starożytnego Ojniadaj

Ojniadaj, Ojniady (stgr. Οἰνιάδαι, ngr. Οινιάδες; łac. Oeniadae) – starożytne miasto w południowej Akarnanii, w pobliżu delty Acheloosu. Obecnie stanowisko archeologiczne na terenie gminy Iniades.
Kolonia Koryntu na południowym wybrzeżu Etolii, niedaleko ujścia rzeki Aspropotamos do Zatoki Korynckiej. Założona ok. 700 p.n.e., prawdopodobnie wraz z innymi korynckimi koloniami (Makynią, Molykrion, Chalkis), dla opanowania wejścia do strategicznej zatoki.
Podczas wojny peloponeskiej miasto było sprzymierzeńcem Sparty, następnie jednak zmuszone występować jako sojusznik Aten i członek ateńskiej symmachii. W późniejszym czasie zostało opanowane przez Etolów, a potem przez Macedończyków. Ufortyfikowane przez ich króla Filipa V, który zajął je w 219 p.n.e., poważnie zyskało na znaczeniu. Z tego czasu pochodzą budowane z ciosowych bloków mury obronne, które wraz ze starszymi, poligonalnymi (z VI wieku p.n.e.), ciągną się na przestrzeni ok. 7 km. W niewielkim teatrze z tego okresu zachowała się część widowni, a na terenie miejscowego portu przetrwały resztki ramp transportowych oraz falochronu. Pozostałości Ojniadaj, zwane Trikardokastron (Τρικαρδόκαστρο), położone są na niewysokim wzgórzu Trikardos obok bagnistego obszaru będącego kiedyś laguną połączoną kanałem z deltą rzeki.